# Arokia Rajiv
Soundarajan Arokia Rajiv (né le 22 mai 1991 à Lalgudi, district de Tiruchirappalli) est un athlète indien, spécialiste du 400 m.

## Biographie
Son meilleur temps est de 46 s 13, obtenu à Lucknow le 8 juin 2014, temps qu'il améliore pour remporter la médaille de bronze lors des Jeux asiatiques à Incheon, puis la médaille d'argent des Jeux militaires encore en Corée du Sud. Le 29 avril 2016, il porte son record, record national, à 45 s 47 à New Delhi, stade Nehru, devant Mohd Anas Yahiya. Avec ce dernier, il porte le record national du relais 4 x 400 m à 3 min 2 s 17 en juin 2016 à Erzurum.
Le 22 avril 2019, il bat son record personnel en 45 s 37 mais échoue au pied du podium lors des Championnats d’Asie à Doha. Il remporte la médaille d’argent lors du relais 4 x 400 m mixte.

## Palmarès
| Date | Compétition              | Lieu        | Résultat | Épreuve       | Temps         |
| ---- | ------------------------ | ----------- | -------- | ------------- | ------------- |
| 2013 | Championnats d'Asie      | Pune        | 6e       | 400 m         | 46 s 63       |
| 2013 | Championnats d'Asie      | Pune        | 4e       | 4 × 400 m     | 3 min 6 s 01  |
| 2014 | Jeux asiatiques          | Incheon     | 3e       | 400 m         | 45 s 92       |
| 2014 | Jeux asiatiques          | Incheon     | 4e       | 4 × 400 m     | 3 min 4 s 61  |
| 2015 | Jeux mondiaux militaires | Mungyeong   | 2e       | 400 m         | 45 s 57       |
| 2017 | Championnats d'Asie      | Bhubaneswar | 2e       | 400 m         | 46 s 14       |
| 2017 | Championnats d'Asie      | Bhubaneswar | 1er      | 4 x 400 m     | 3 min 2 s 92  |
| 2018 | Jeux du Commonwealth     | Gold Coast  | finale   | 4 x 400 m     | DNF           |
| 2018 | Jeux asiatiques          | Jakarta     | 4e       | 400 m         | 45 s 84       |
| 2018 | Jeux asiatiques          | Jakarta     | 2e       | 4 x 400 m     | 3 min 1 s 85  |
| 2018 | Jeux asiatiques          | Jakarta     | 2e       | 4 x 400 mixte | 3 min 15 s 71 |
| 2019 | Championnats d'Asie      | Doha        | 4e       | 400 m         | 45 s 37       |

## Records
| Épreuve    | Performance | Lieu | Date          |
| ---------- | ----------- | ---- | ------------- |
| 400 mètres | 45 s 37     | Doha | 22 avril 2019 |